# Katažina Sosna
Katažina Sosna   (Vílnius, 30 de novembre de 1990) és una ciclista lituana professional del 2010 al 2014. Combina la carretera amb el ciclisme de muntanya. Va competir al Campionat del Món de carretera UCI de 2012 a Valkenburg aan de Geul i a la contrarellotge femení de la UCI de 2013 a Florència.

## Palmarès en ruta
- 2010
  -  Campiona de Lituània en contrarellotge
  - 1a al Gran Premi Cham-Hagendorn
- 2019
  -  Campiona de Lituània en contrarellotge

Fonts:

## Palmarès en ciclisme de muntanya
- 2017
  -  Campiona de Lituània en marató

Fonts: